# Hans van Lennep
Jkvr. Johanna Elisabeth (Hans) van Lennep (Den Helder, 26 februari 1903 - Amsterdam, 30 augustus 2004) was een Nederlandse advocate, psychologe en honderdjarige.

## Biografie
Van Lennep was lid van de familie Van Lennep en een dochter van de militair en zakenman jhr. Otto van Lennep (1865-1935) en Charlotte Philippine Josèphe Penn (1868-1930). Ze studeerde af in de rechten in 1928 en werd daarna advocaat. In 1930 werd ze secretaris-penningmeester van een comité dat wetsverbetering ten behoeve van dierenbescherming tot stand moest brengen. Toen haar bleek dat het werk van haar advocaat haar niet lag, zocht ze een andere bezigheid en vond die bij haar neef David Jacob van Lennep (1896-1982), psycholoog. In de oorlogsjaren was ze adjunct-secretaresse van het comité dat zorgde voor de opvang van buitenlandse (=joodse) kinderen. Van 1940 tot 1946 studeerde ze psychologie, na lezing van de werken van Carl Gustav Jung. Vanaf 1951 werkte ze bij het Wilhelmina Gasthuis en vanaf 1956 ook bij de Valeriuskliniek als wetenschappelijk (hoofd)medewerker. In 1958 promoveerde zij aan de Universiteit van Amsterdam op Beleving en verbeelding in het tekenen. Een klinisch-psychologische studie van de driebomentest.
Van Lennep werd in 1968 benoemd tot ridder in de Orde van Oranje-Nassau. Voorts was ze van 1958 tot 1980 bestuurslid van het Patronaat voor behoeftige herstelde krankzinnigen in de provincie Noord-Holland. Ze was de eerste honderdjarige van de familie Van Lennep. Jkvr. dr. mr. J.E. van Lennep overleed, ongehuwd, op 101-jarige leeftijd in Amsterdam.